# Labastide (Hautes-Pyrénées)
Pour les articles homonymes, voir Labastide.
Labastide est une commune française située dans l'est du département des Hautes-Pyrénées, en région Occitanie. Sur le plan historique et culturel, la commune est dans la région des Baronnies, dont le nom est issu d’une légende selon laquelle quatre seigneurs du Moyen Âge avaient pour habitude de festoyer ensemble aux sources de l’Arros, chacun d’eux gardant un pied sur sa terre et l’autre sur celle du voisin.
Exposée à un climat de montagne, elle est drainée par divers petits cours d'eau. La commune possède un patrimoine naturel remarquable composé de deux zones naturelles d'intérêt écologique, faunistique et floristique.
Labastide est une commune rurale qui compte 148 habitants en 2022, après avoir connu un pic de population de 659 habitants en 1846. Elle fait partie de l'aire d'attraction de Lannemezan..
Ses habitants sont appelés les Labastidois.

## Géographie

### Localisation
La commune de Labastide se trouve dans le département des Hautes-Pyrénées, en région Occitanie.
Elle se situe à 31 km à vol d'oiseau de Tarbes, préfecture du département, à 17 km de Bagnères-de-Bigorre, sous-préfecture, et à 8 km de Capvern, bureau centralisateur du canton de Neste, Aure et Louron dont dépend la commune depuis 2015 pour les élections départementales.
La commune fait en outre partie du bassin de vie de Lannemezan.
Les communes les plus proches sont : 
Lortet (2,3 km), Bazus-Neste (2,3 km), Esparros (2,6 km), Hèches (2,7 km), Izaux (3,5 km), Avezac-Prat-Lahitte (3,6 km), Mazouau (3,8 km), Saint-Arroman (4,1 km).
Sur le plan historique et culturel, Labastide fait partie de la région des Baronnies, dont le nom est issu d’une légende selon laquelle quatre seigneurs du MoyenAge (les barrons d’Esparros et de Lomné, le vcomte d’Asté et le sire d’Uzer) avaient pour habitude de festoyer ensemble aux sources de l’Arros, chacun d’eux gardant un pied sur sa terre et l’autre sur celle du voisin.
Labastide est limitrophe de cinq autres communes dont Izaux au nord-est par un simple quadripoint.

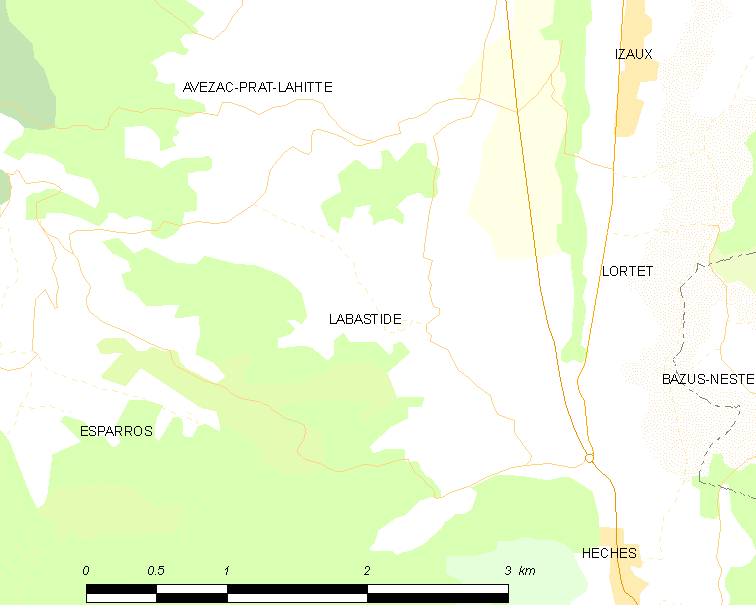
Carte de la commune de Labastide et des proches communes.

|          | Avezac-Prat-Lahitte | Izaux (par un quadripoint) |
|          | Labastide           | Lortet                     |
| Esparros |                     | Hèches                     |

### Hydrographie
La commune est dans le bassin versant de la Garonne, au sein du bassin hydrographique Adour-Garonne. Elle est drainée par la Goutte et par divers petits cours d'eau, constituant un réseau hydrographique de 5 km de longueur totale,.

### Climat
Le climat qui caractérise la commune est qualifié, en 2010, de « climat des marges montargnardes », selon la typologie des climats de la France qui compte alors huit grands types de climats en métropole. En 2020, la commune ressort du type « climat de montagne » dans la classification établie par Météo-France, qui ne compte désormais, en première approche, que cinq grands types de climats en métropole. Pour ce type de climat, la température décroît rapidement en fonction de l'altitude. On observe une nébulosité minimale en hiver et maximale en été. Les vents et les précipitations varient notablement selon le lieu.
Les paramètres climatiques qui ont permis d’établir la typologie de 2010 comportent six variables pour les températures et huit pour les précipitations, dont les valeurs correspondent à la normale 1971-2000. Les sept principales variables caractérisant la commune sont présentées dans l'encadré ci-après.
| Paramètres climatiques communaux sur la période 1971-2000 - Moyenne annuelle de température : 11,3 °C - Nombre de jours avec une température inférieure à −5 °C : 4,8 j - Nombre de jours avec une température supérieure à 30 °C : 4,2 j - Amplitude thermique annuelle : 14,6 °C - Cumuls annuels de précipitation : 1 052 mm - Nombre de jours de précipitation en janvier : 10,3 j - Nombre de jours de précipitation en juillet : 7,8 j |

Avec le changement climatique, ces variables ont évolué. Une étude réalisée en 2014 par la Direction générale de l'Énergie et du Climat complétée par des études régionales prévoit en effet que la  température moyenne devrait croître et la pluviométrie moyenne baisser, avec toutefois de fortes variations régionales. Ces changements peuvent être constatés sur la station météorologique de Météo-France la plus proche, « Lannemezan », sur la commune de Lannemezan, mise en service en 1970 et qui se trouve à 10 km à vol d'oiseau,, où la température moyenne annuelle est de 11,5 °C et la hauteur de précipitations de 1 159,3 mm pour la période 1981-2010.
Sur la station météorologique historique la plus proche, « Tarbes-Lourdes-Pyrénées », sur la commune d'Ossun, mise en service en 1946 et à 35 km, la température moyenne annuelle évolue de 12,2 °C pour la période 1971-2000, à 12,6 °C pour 1981-2010, puis à 12,9 °C pour 1991-2020.

### Milieux naturels et biodiversité
L’inventaire des zones naturelles d'intérêt écologique, faunistique et floristique (ZNIEFF) a pour objectif de réaliser une couverture des zones les plus intéressantes sur le plan écologique, essentiellement dans la perspective d’améliorer la connaissance du patrimoine naturel national et de fournir aux différents décideurs un outil d’aide à la prise en compte de l’environnement dans l’aménagement du territoire.
Une ZNIEFF de type 1 est recensée sur la commune :
le « Dortoir de Milan royal d'Esparros » (202 ha), couvrant 2 communes du département et une ZNIEFF de type 2, : 
les « Baronnies » (20 367 ha), couvrant 43 communes du département.

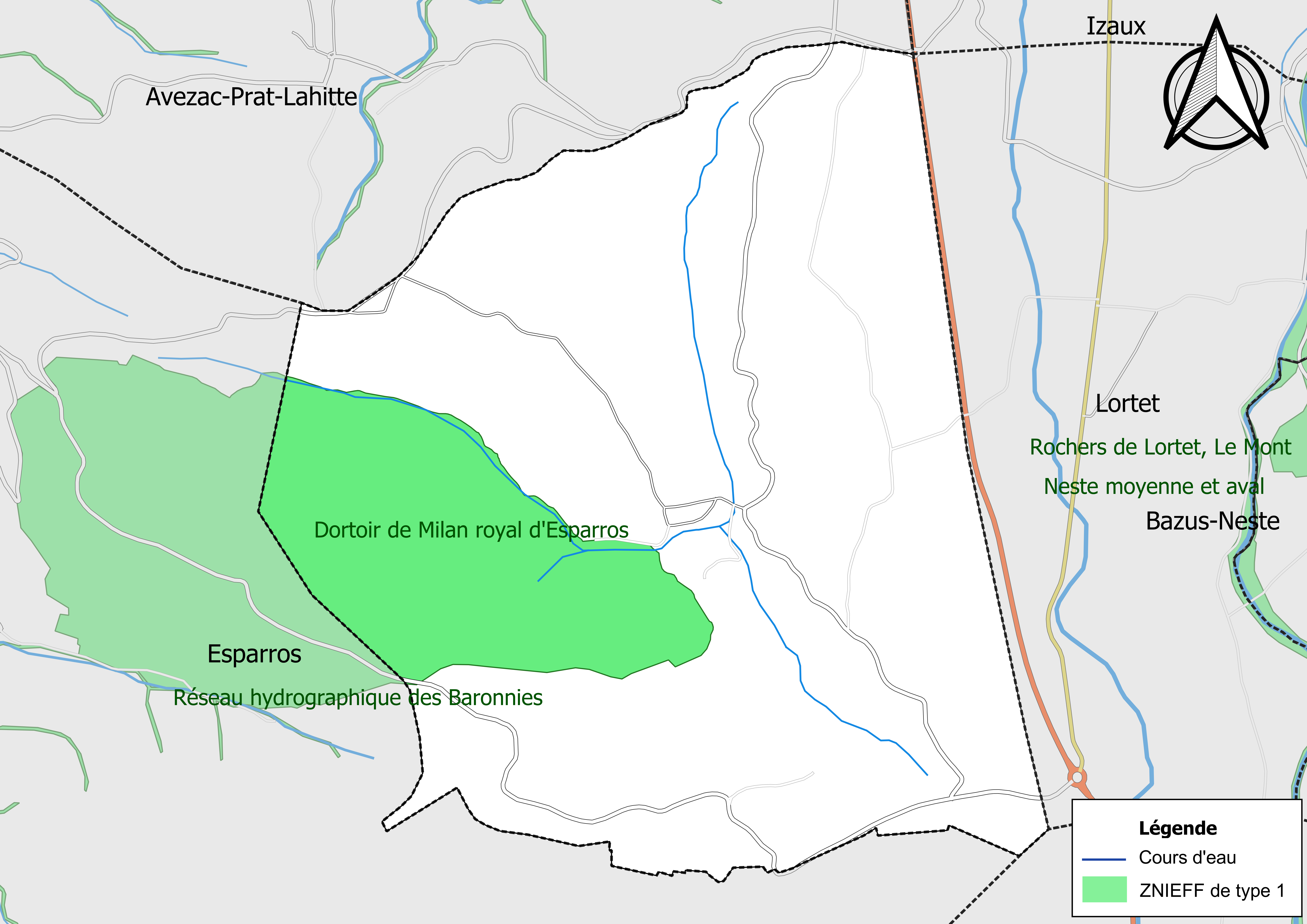
Carte de la ZNIEFF de type 1 sur la commune.
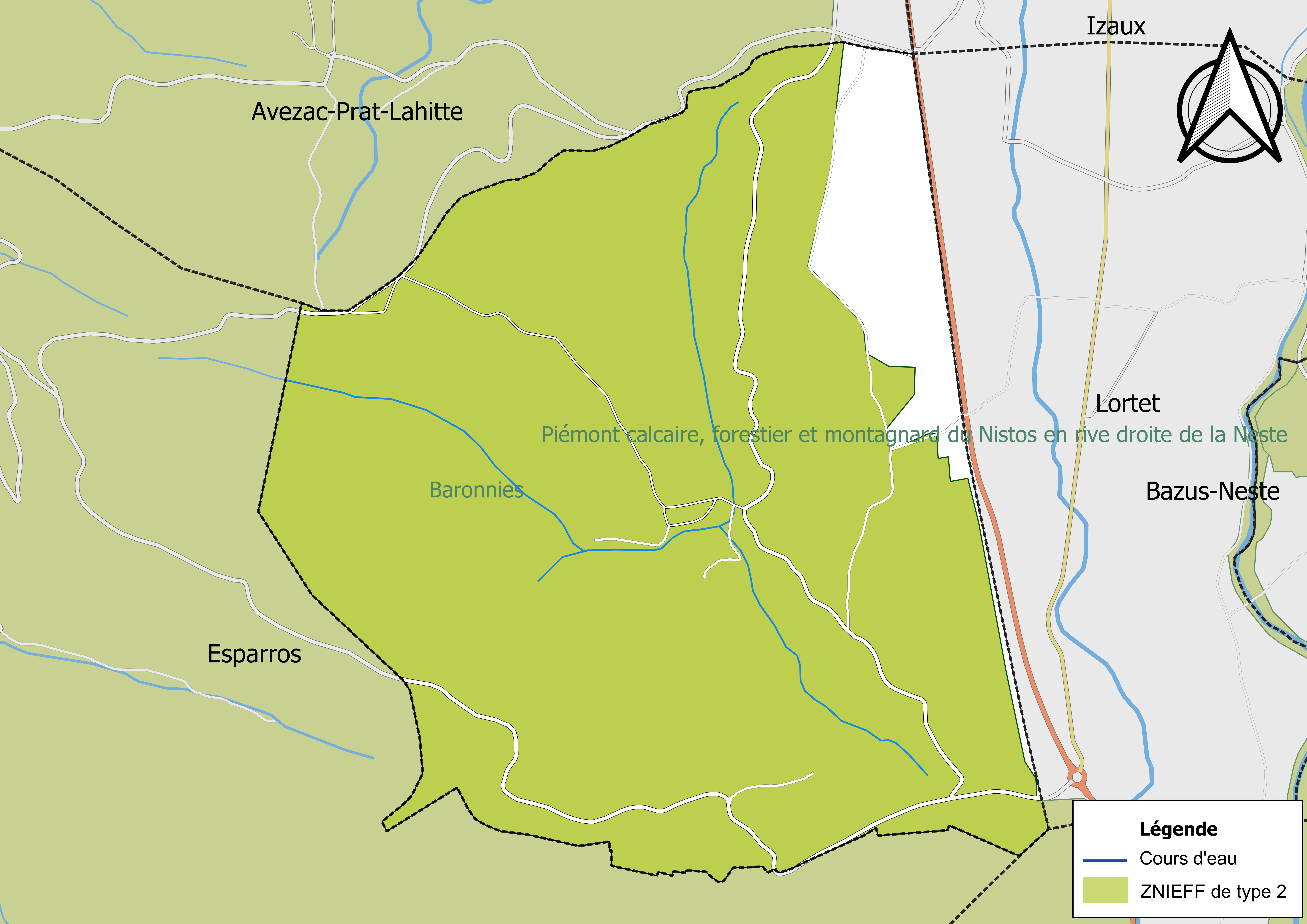
Carte de la ZNIEFF de type 2 sur la commune.

## Urbanisme

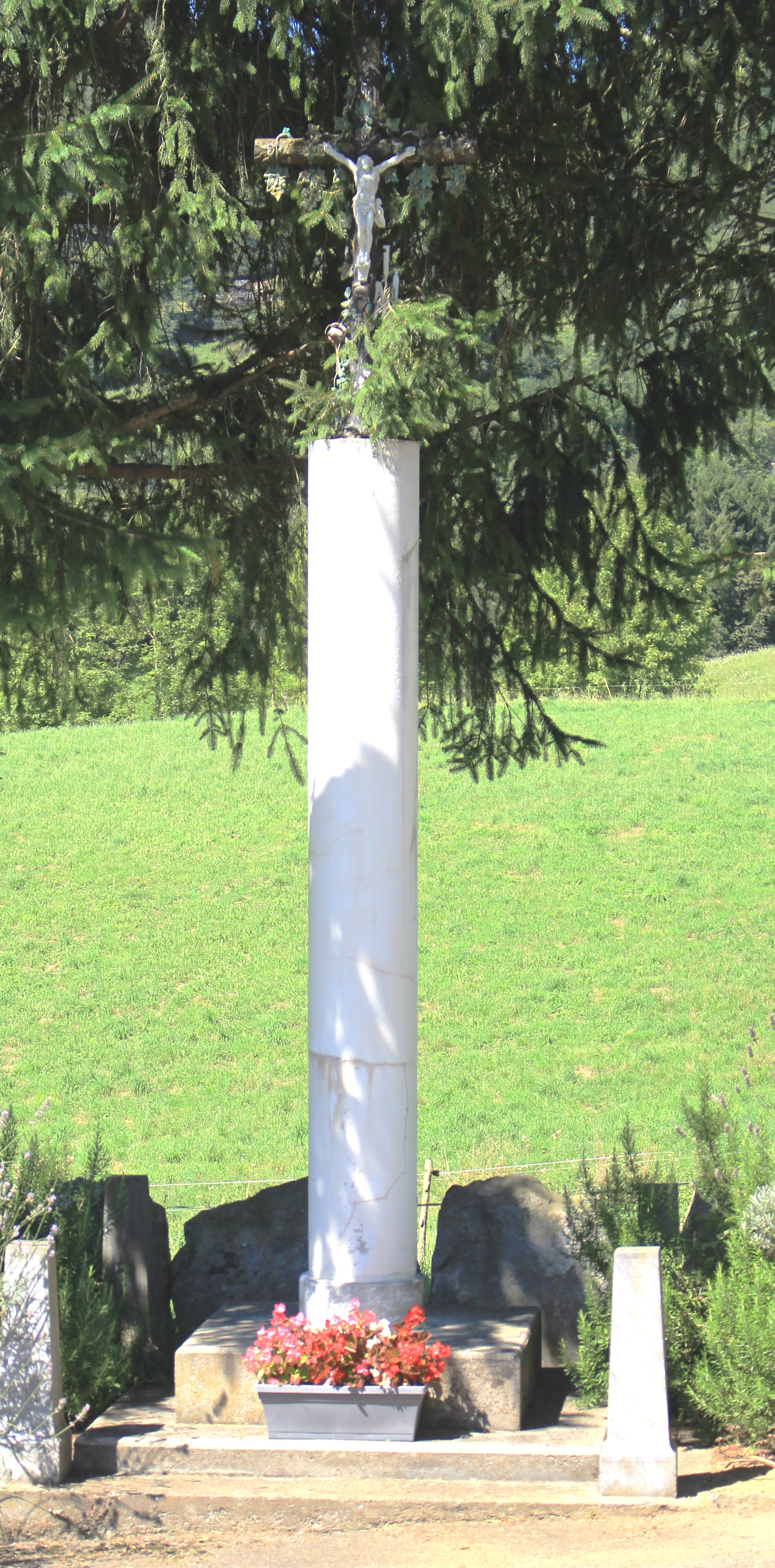
Une croix.

### Typologie
Au 1er janvier 2024, Labastide est catégorisée commune rurale à habitat très dispersé, selon la nouvelle grille communale de densité à sept niveaux définie par l'Insee en 2022.
Elle est située hors unité urbaine. Par ailleurs la commune fait partie de l'aire d'attraction de Lannemezan, dont elle est une commune de la couronne,. Cette aire, qui regroupe 65 communes, est catégorisée dans les aires de moins de 50 000 habitants,.

### Occupation des sols
L'occupation des sols de la commune, telle qu'elle ressort de la base de données européenne d’occupation biophysique des sols Corine Land Cover (CLC), est marquée par l'importance des territoires agricoles (68,7 % en 2018), en diminution par rapport à 1990 (72,5 %). La répartition détaillée en 2018 est la suivante : 
prairies (48,7 %), forêts (24,9 %), zones agricoles hétérogènes (12,7 %), terres arables (7,3 %), milieux à végétation arbustive et/ou herbacée (6,4 %).
L'IGN met par ailleurs à disposition un outil en ligne permettant de comparer l’évolution dans le temps de l’occupation des sols de la commune (ou de territoires à des échelles différentes). Plusieurs époques sont accessibles sous forme de cartes ou photos aériennes : la carte de Cassini (XVIIIe siècle), la carte d'état-major (1820-1866) et la période actuelle (1950 à aujourd'hui).

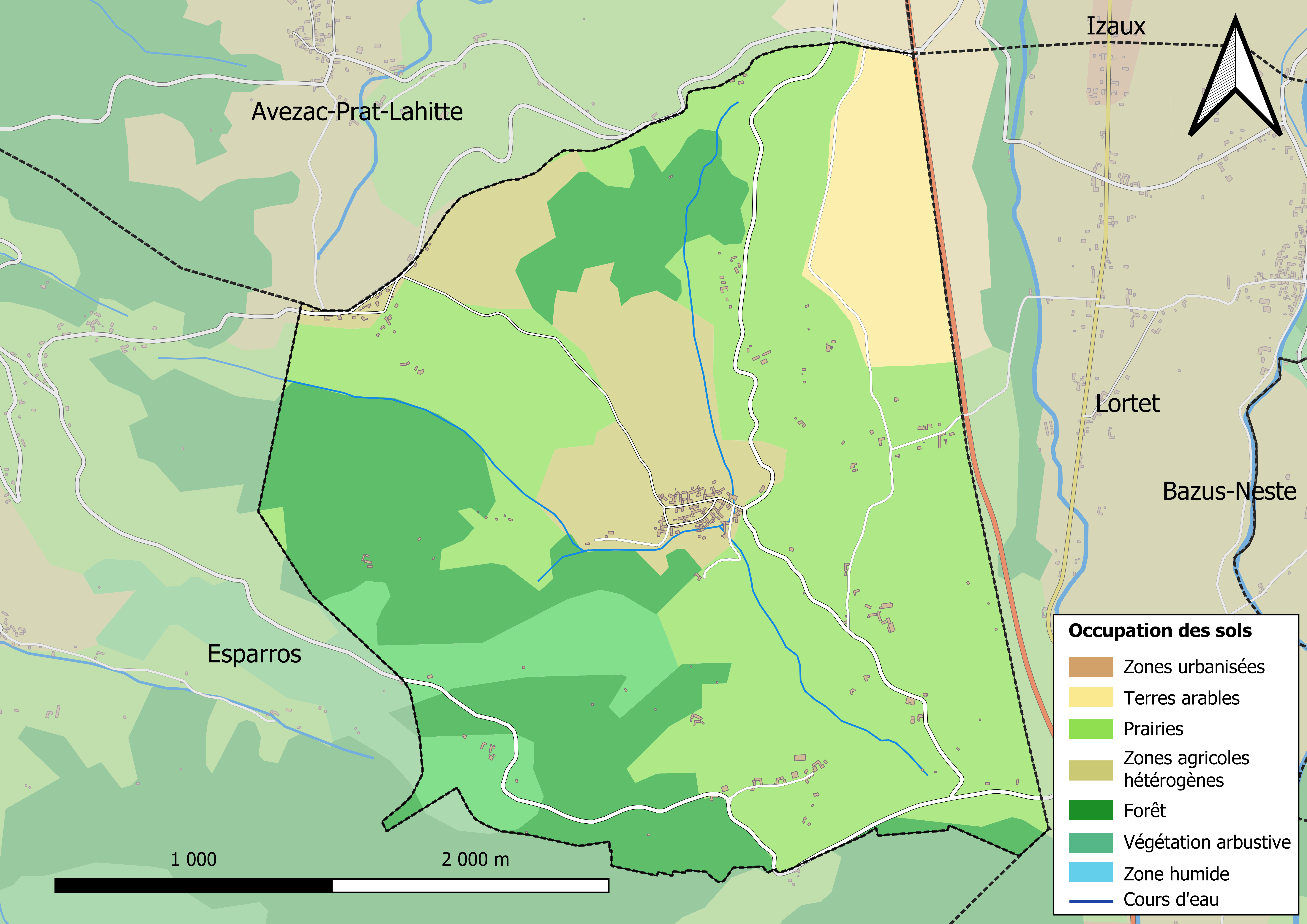
Carte des infrastructures et de l'occupation des sols en 2018 (CLC) de la commune.
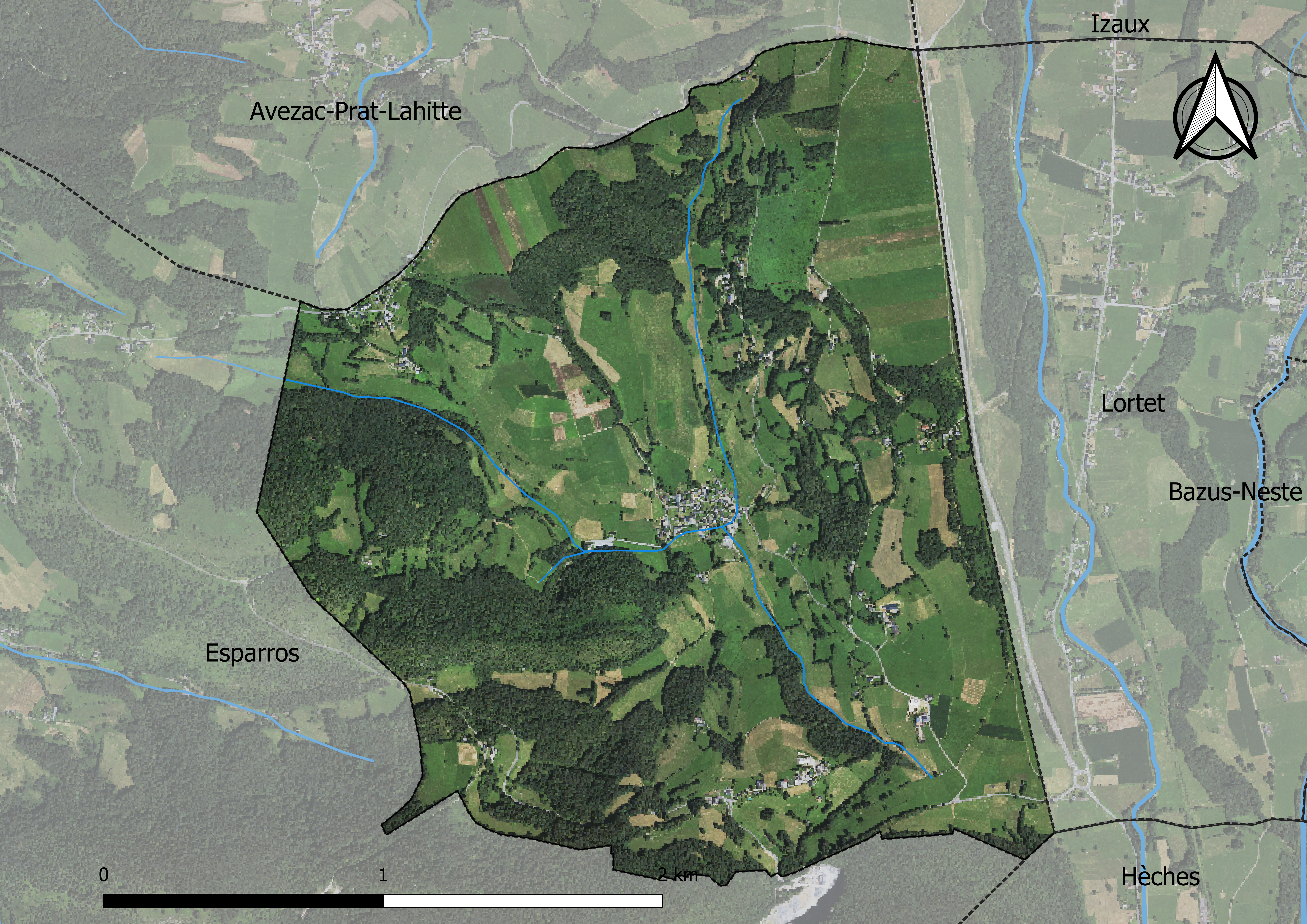
Carte orthophotogrammétrique de la commune.

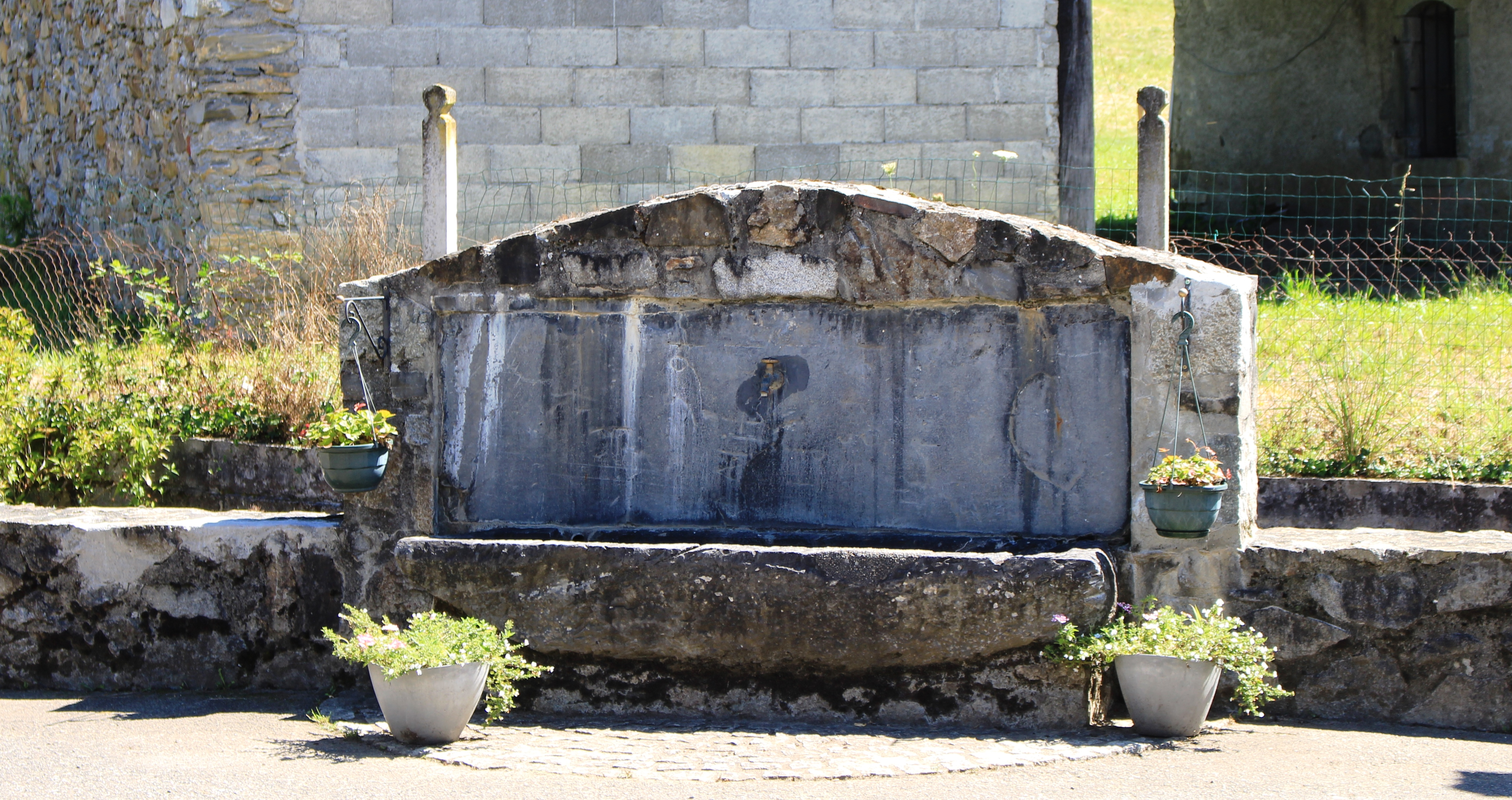
La fontaine.

### Logement
En 2012, le nombre total de logements dans la commune est de 97.

Parmi ces logements, 66,7 % sont des résidences principales, 25,2 % des résidences secondaires et 8,1 % des logements vacants.

### Voies de communication et transports
Cette commune est desservie par les routes départementales D 26 et D 217.

### Risques majeurs
Le territoire de la commune de Labastide est vulnérable à différents aléas naturels : météorologiques (tempête, orage, neige, grand froid, canicule ou sécheresse), feux de forêts, mouvements de terrains et séisme (sismicité moyenne). Un site publié par le BRGM permet d'évaluer simplement et rapidement les risques d'un bien localisé soit par son adresse soit par le numéro de sa parcelle.
Labastide est exposée au risque de feu de forêt. Un plan départemental de protection des forêts contre les incendies a été approuvé par arrêté préfectoral le 21 avril 2020 pour la période 2020-2029. Le précédent couvrait la période 2007-2017. L’emploi du feu est régi par deux types de réglementations. D’abord le code forestier et l’arrêté préfectoral du 27 octobre 2014, qui réglementent l’emploi du feu à moins de 200 m des espaces naturels combustibles sur l’ensemble du département. Ensuite celle établie dans le cadre de la lutte contre la pollution de l’air, qui interdit le brûlage des déchets verts des particuliers. L’écobuage est quant à lui réglementé dans le cadre de commissions locales d’écobuage (CLE)

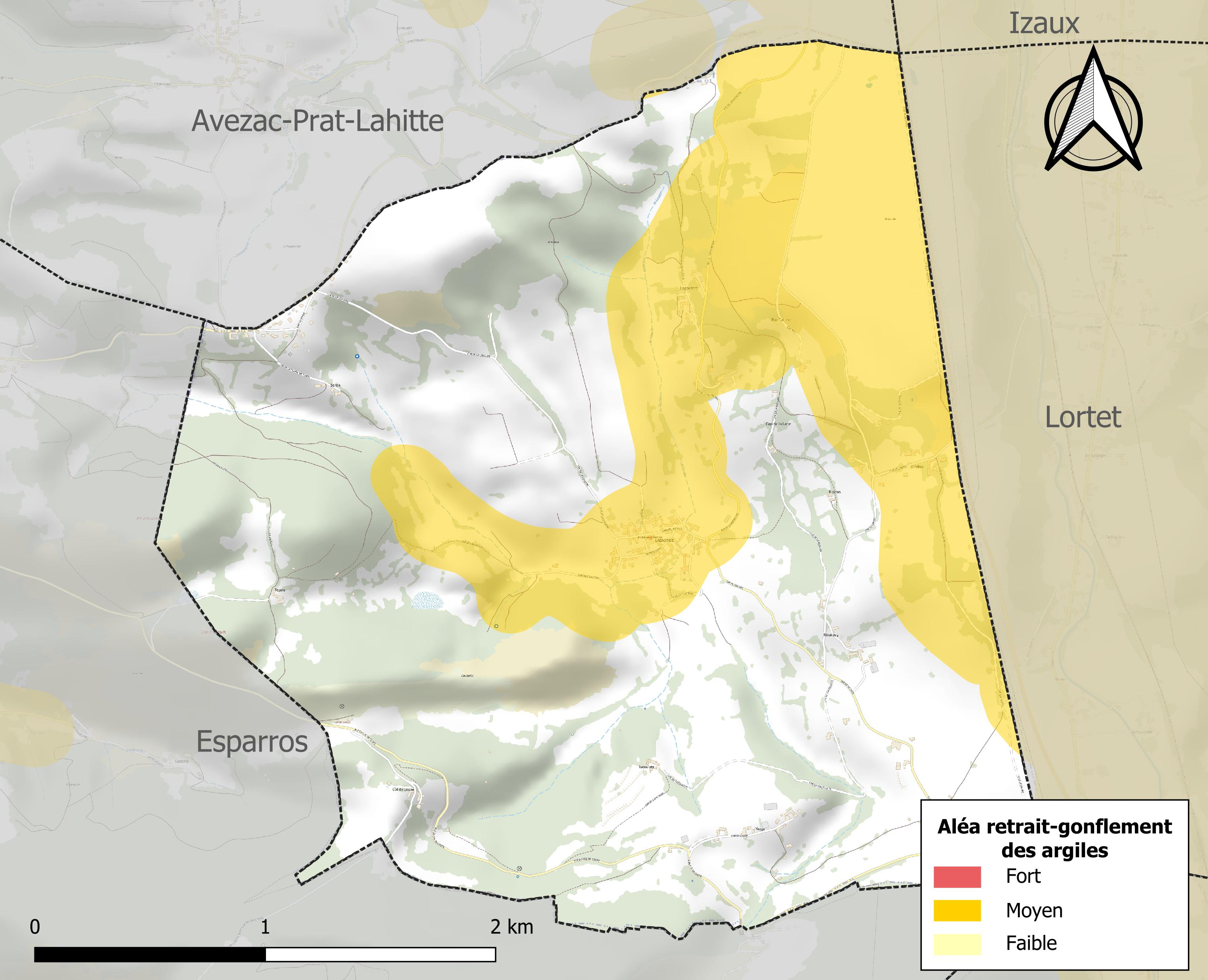
Carte des zones d'aléa retrait-gonflement des sols argileux de Labastide.

Les mouvements de terrains susceptibles de se produire sur la commune sont des tassements différentiels.
Le retrait-gonflement des sols argileux est susceptible d'engendrer des dommages importants aux bâtiments en cas d’alternance de périodes de sécheresse et de pluie. 31,5 % de la superficie communale est en aléa moyen ou fort (44,5 % au niveau départemental et 48,5 % au niveau national). Sur les 88 bâtiments dénombrés sur la commune en 2019, 51 sont en aléa moyen ou fort, soit 58 %, à comparer aux 75 % au niveau départemental et 54 % au niveau national. Une cartographie de l'exposition du territoire national au retrait gonflement des sols argileux est disponible sur le site du BRGM,.
Par ailleurs, afin de mieux appréhender le risque d’affaissement de terrain, l'inventaire national des cavités souterraines permet de localiser celles situées sur la commune.
La commune a été reconnue en état de catastrophe naturelle au titre des dommages causés par les inondations et coulées de boue survenues en 1982, 1999, 2009 et 2014. Concernant les mouvements de terrains, la commune a été reconnue en état de catastrophe naturelle au titre des dommages causés par la sécheresse en 1991 et par des mouvements de terrain en 1999.

## Toponymie

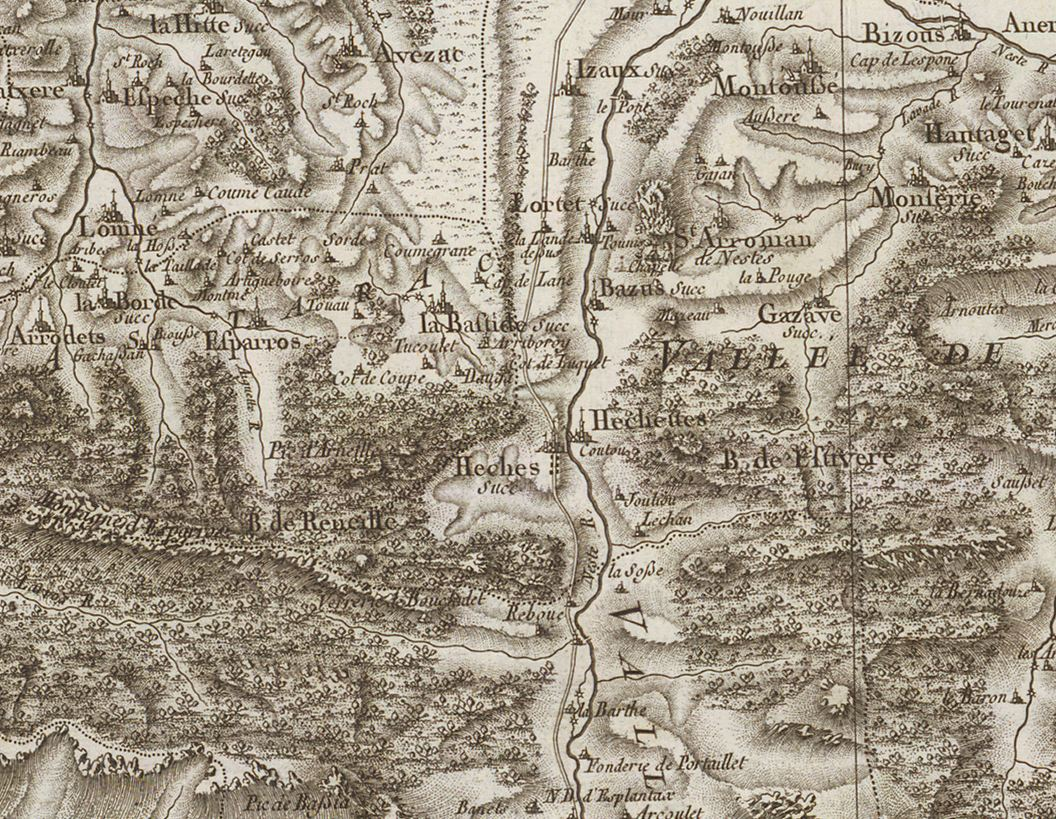
Extrait de la carte de Cassini (entre 1756 et 1789) situant Labastide au nord-ouest de Hèches.

On trouvera les principales informations dans le Dictionnaire toponymique des communes des Hautes Pyrénées de Michel Grosclaude et Jean-François Le Nail qui rapporte les dénominations historiques du village :
Dénominations historiques :
- De Labastida (1342, pouillé de Tarbes) ;
- La Bastide (fin XVIIIe siècle, carte de Cassini).

Étymologie : de l'occitan bastida (= ville neuve qui a reçu des franchises).
Nom occitan : Era Bastida.

## Histoire

### Préhistoire

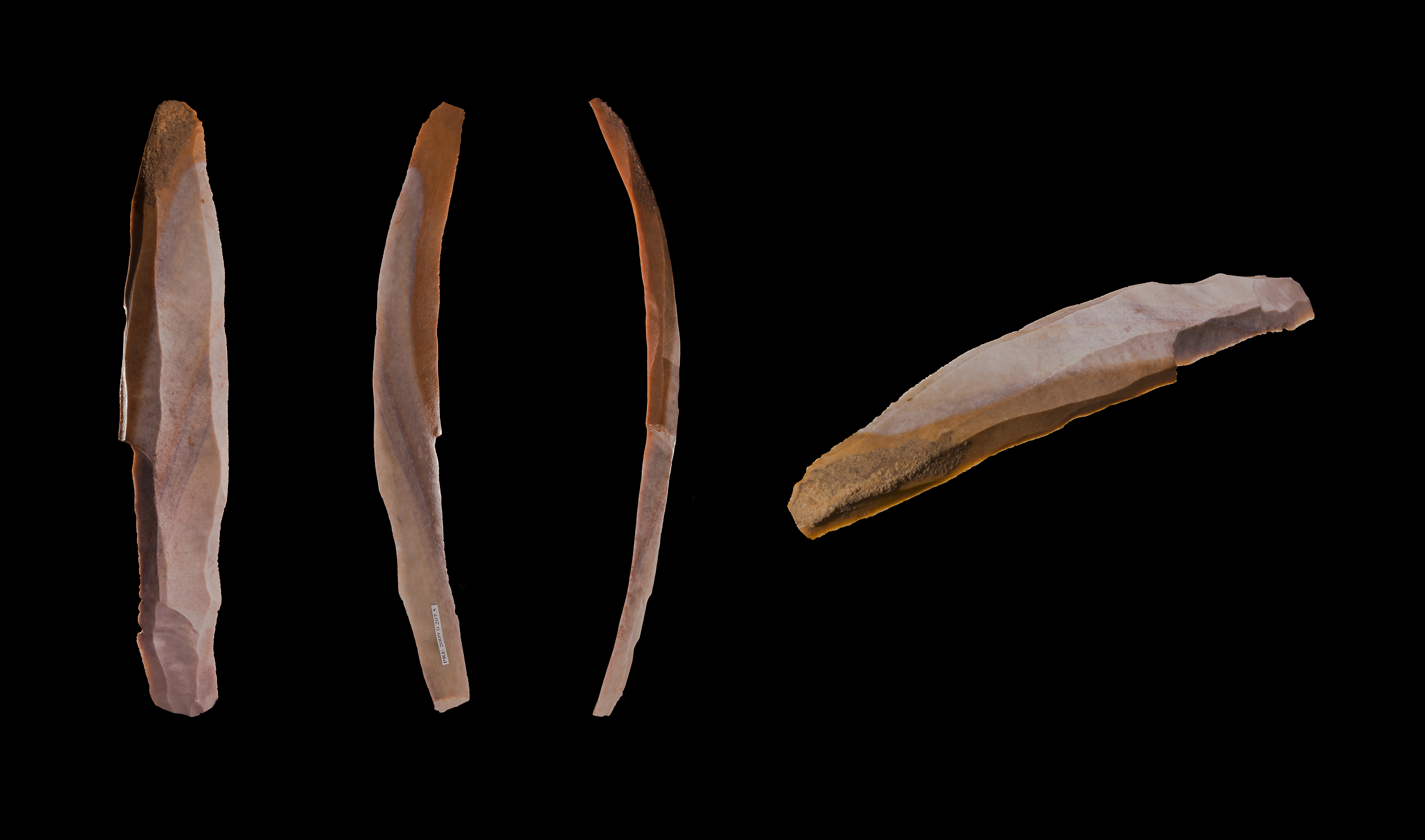
Lame de plein débitage - Muséum de Toulouse.

Le territoire de la commune est peuplé au moins depuis le Paléolithique supérieur (Magdalénien) comme en témoignent les grottes de Labastide. Ces cavités ont livré de nombreux vestiges de l’époque magdalénienne. Le site a été découvert en 1932 par Norbert Casteret. Des propulseurs, des lames de silex, des sculptures de têtes de bouquetins, des gravures pariétales d'oies, de bisons, d'équidés ou de félins.. y ont été mis au jour. Une grande peinture polychrome représente un cheval dont le corps est rouge et dont les extrémités et la crinière sont noirs.

### Cadastre napoléonien de Labastide
Le plan cadastral napoléonien de Labastide est consultable sur le site des archives départementales des Hautes-Pyrénées.

## Politique et administration

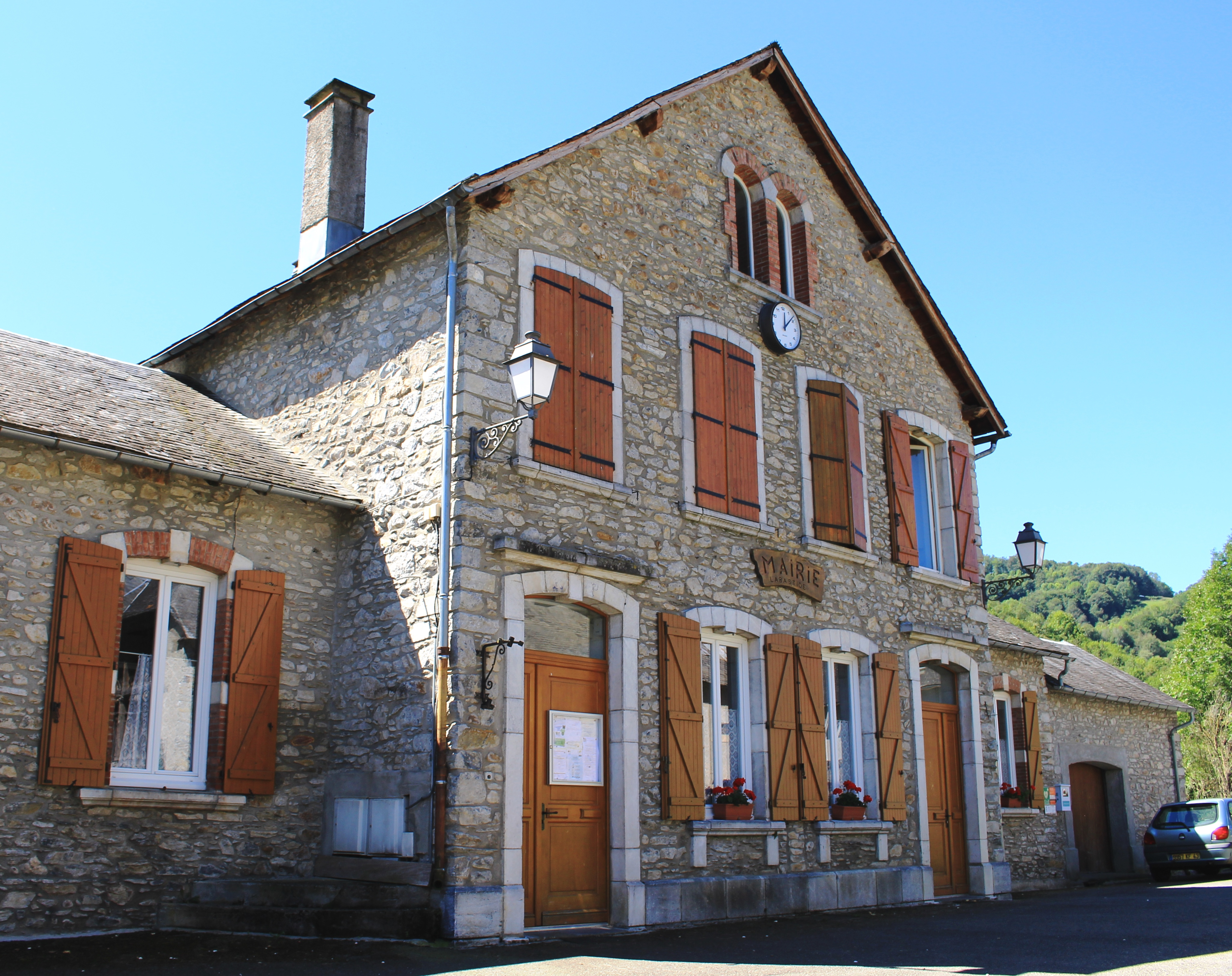
La mairie en 2020.

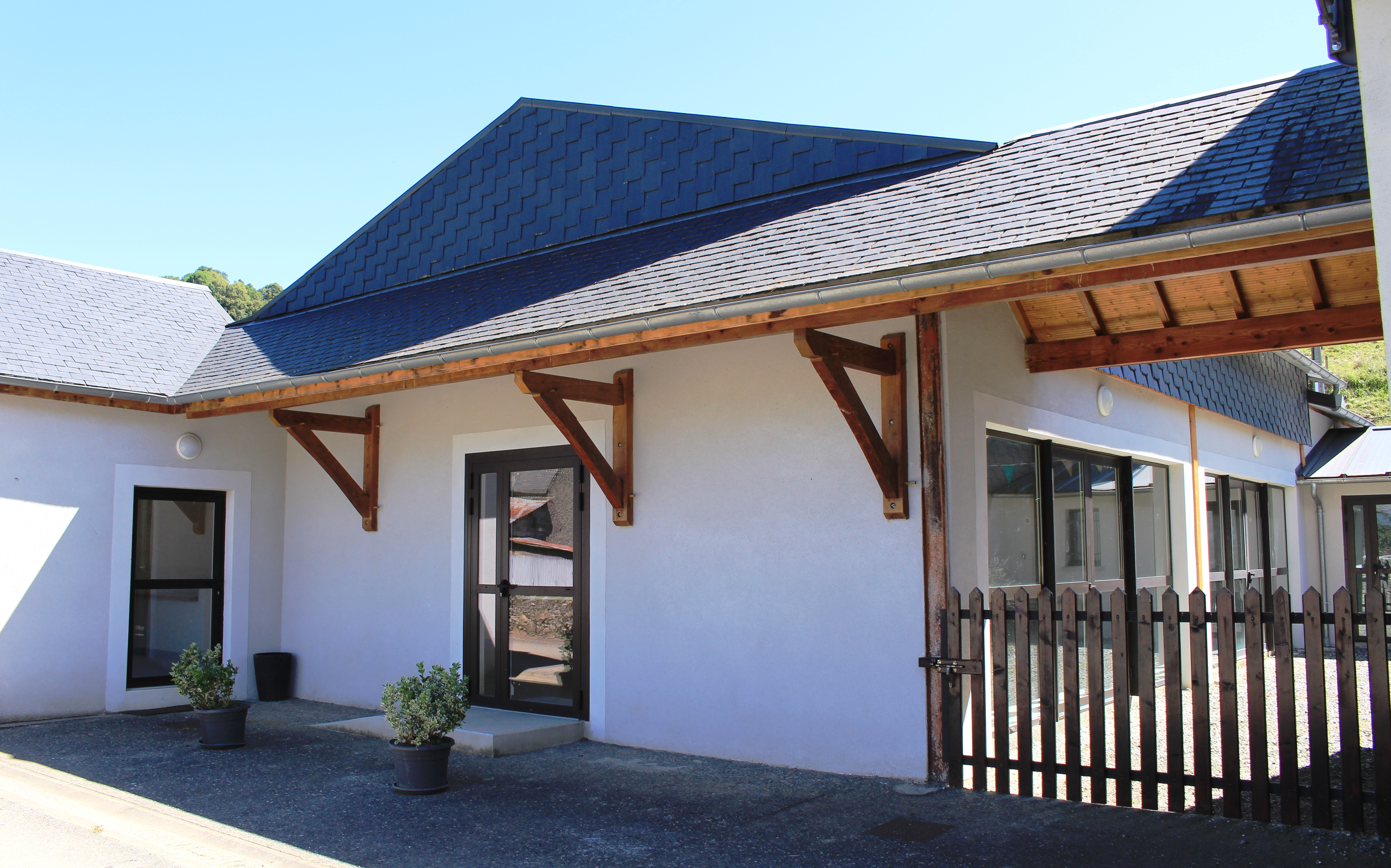
Le foyer rural en 2020.

### Liste des maires
| Période                                  | Période   | Identité          | Étiquette | Qualité |
| ---------------------------------------- | --------- | ----------------- | --------- | ------- |
| Les données manquantes sont à compléter. |           |                   |           |         |
|                                          |           |                   |           |         |
| mars 2001                                | mars 2020 | Jean-Pierre Duthu |           |         |
| mars 2020                                | En cours  | Alain Dasque      |           |         |

### Rattachements administratifs et électoraux

#### Historique administratif
Sénéchaussée de Toulouse, élection d'Astarac, baronnie d'Esparros, canton de La Barthe-de-Neste (depuis 1790).

#### Intercommunalité
Labastide appartient à la communauté de communes du Plateau de Lannemezan Neste-Baronnies-Baïses créée en janvier 2017 et qui réunit 57 communes.

## Population et société

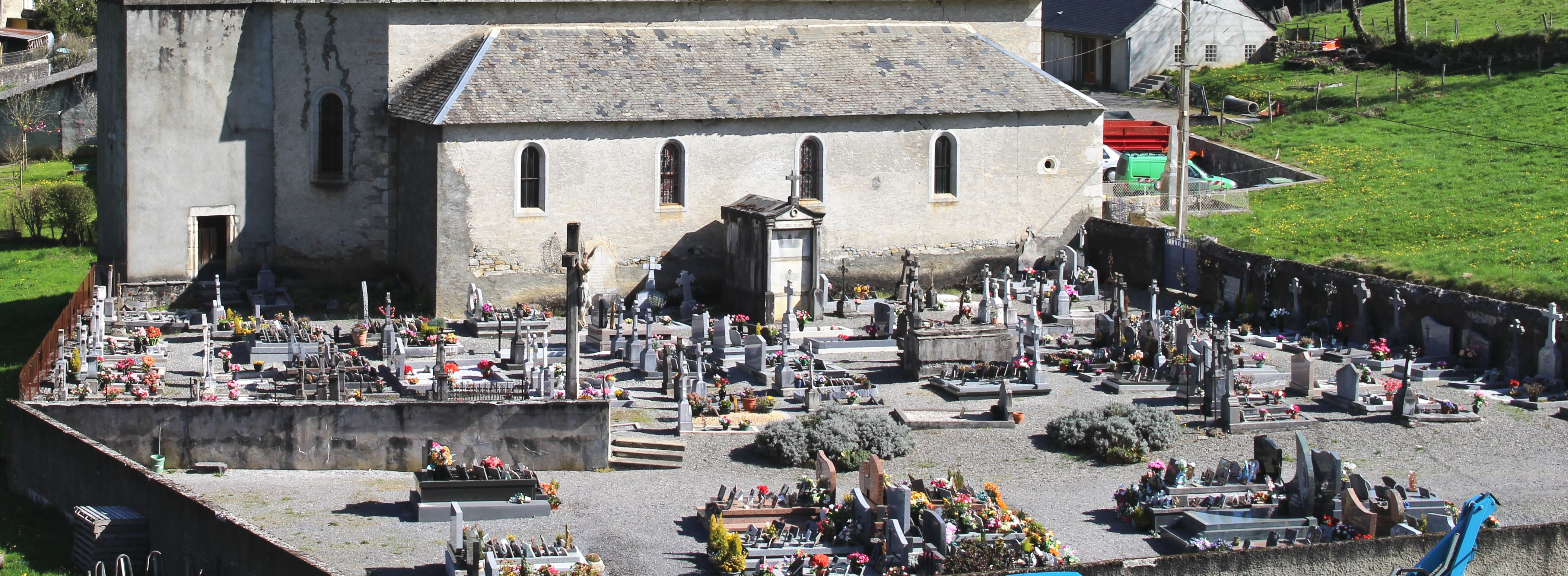
Le cimetière.

### Démographie

#### Évolution démographique
L'évolution du nombre d'habitants est connue à travers les recensements de la population effectués dans la commune depuis 1793. Pour les communes de moins de 10 000 habitants, une enquête de recensement portant sur toute la population est réalisée tous les cinq ans, les populations de référence des années intermédiaires étant quant à elles estimées par interpolation ou extrapolation. Pour la commune, le premier recensement exhaustif entrant dans le cadre du nouveau dispositif a été réalisé en 2008.

En 2022, la commune comptait 148 habitants, en évolution de −8,64 % par rapport à 2016 (Hautes-Pyrénées : +1,59 %, France hors Mayotte : +2,11 %).
| 1793 | 1800 | 1806 | 1821 | 1831 | 1836 | 1841 | 1846 | 1851 |
| ---- | ---- | ---- | ---- | ---- | ---- | ---- | ---- | ---- |
| 426  | 460  | 453  | 524  | 574  | 627  | 580  | 659  | 638  |

| 1856 | 1861 | 1866 | 1872 | 1876 | 1881 | 1886 | 1891 | 1896 |
| ---- | ---- | ---- | ---- | ---- | ---- | ---- | ---- | ---- |
| 632  | 569  | 550  | 505  | 504  | 459  | 437  | 388  | 402  |

| 1901 | 1906 | 1911 | 1921 | 1926 | 1931 | 1936 | 1946 | 1954 |
| ---- | ---- | ---- | ---- | ---- | ---- | ---- | ---- | ---- |
| 406  | 316  | 314  | 220  | 243  | 213  | 208  | 192  | 204  |

| 1962 | 1968 | 1975 | 1982 | 1990 | 1999 | 2006 | 2008 | 2013 |
| ---- | ---- | ---- | ---- | ---- | ---- | ---- | ---- | ---- |
| 201  | 192  | 174  | 167  | 169  | 161  | 160  | 160  | 164  |

| 2018 | 2022 | - | - | - | - | - | - | - |
| ---- | ---- | - | - | - | - | - | - | - |
| 152  | 148  | - | - | - | - | - | - | - |

### Enseignement
La commune dépend de l'académie de Toulouse. Elle ne dispose plus d'école primaire.

## Économie

### Revenus
En 2018, la commune compte 60 ménages fiscaux, regroupant 142 personnes. La médiane du revenu disponible par unité de consommation est de 19 840 € (20 420 € dans le département).

### Emploi
|                | 2008  | 2013  | 2018  |
| -------------- | ----- | ----- | ----- |
| Commune        | 1 %   | 5,9 % | 7,8 % |
| Département    | 7,7 % | 9,4 % | 9,8 % |
| France entière | 8,3 % | 10 %  | 10 %  |

En 2018, la population âgée de 15 à 64 ans s'élève à 102 personnes, parmi lesquelles on compte 77,5 % d'actifs (69,6 % ayant un emploi et 7,8 % de chômeurs) et 22,5 % d'inactifs,. Depuis 2008, le taux de chômage communal (au sens du recensement) des 15-64 ans est inférieur à celui de la France et du département.
La commune fait partie de la couronne de l'aire d'attraction de Lannemezan, du fait qu'au moins 15 % des actifs travaillent dans le pôle,. Elle compte 11 emplois en 2018, contre 20 en 2013 et 23 en 2008. Le nombre d'actifs ayant un emploi résidant dans la commune est de 72, soit un indicateur de concentration d'emploi de 15,3 % et un taux d'activité parmi les 15 ans ou plus de 60,2 %.
Sur ces 72 actifs de 15 ans ou plus ayant un emploi, 10 travaillent dans la commune, soit 14 % des habitants. Pour se rendre au travail, 93,1 % des habitants utilisent un véhicule personnel ou de fonction à quatre roues, 1,4 % s'y rendent en deux-roues, à vélo ou à pied et 5,6 % n'ont pas besoin de transport (travail au domicile).

## Culture locale et patrimoine

### Lieux et monuments
- Église Saint-Vincent de Labastide.

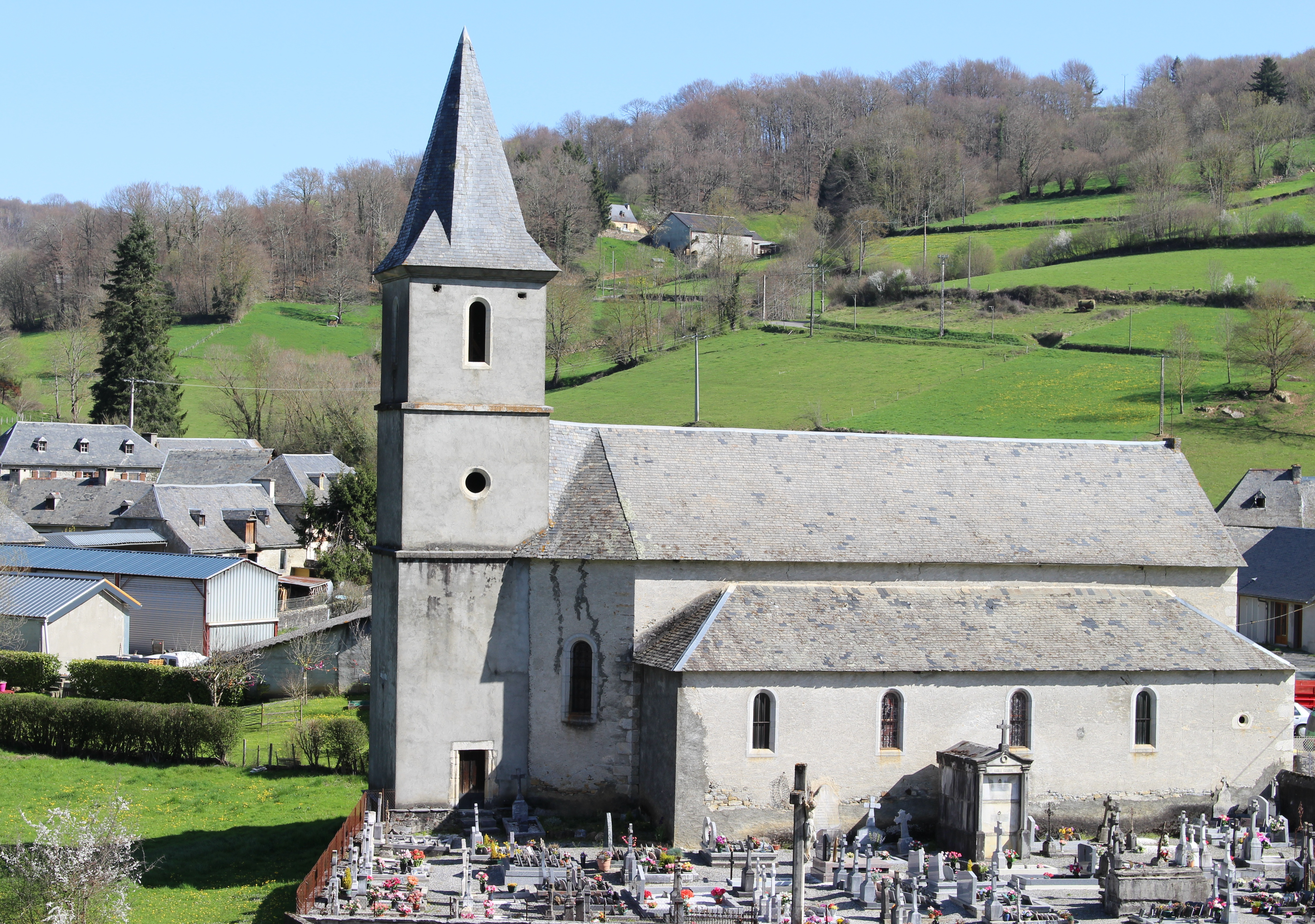
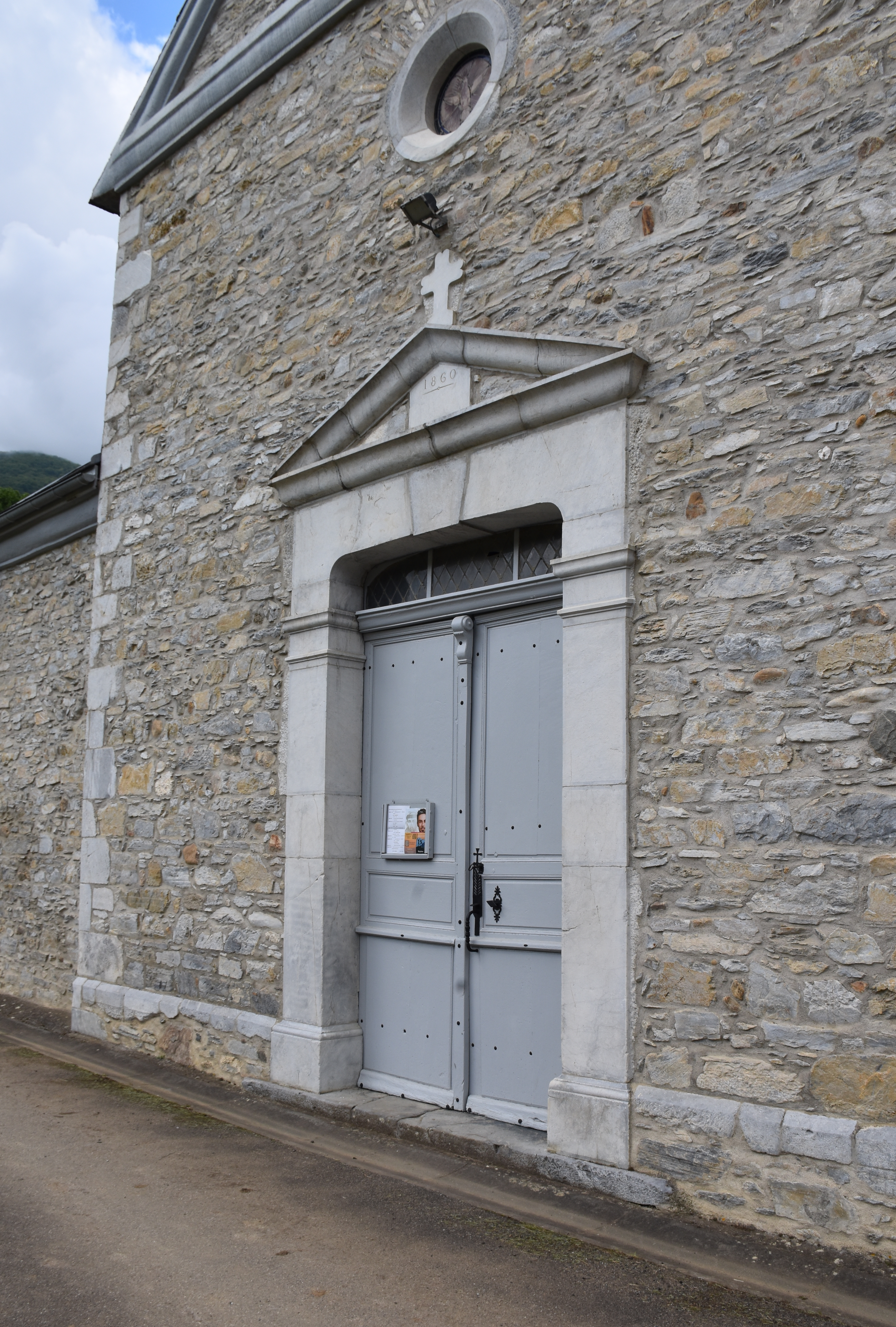
Le portail donnant sur la rue daté de 1860.
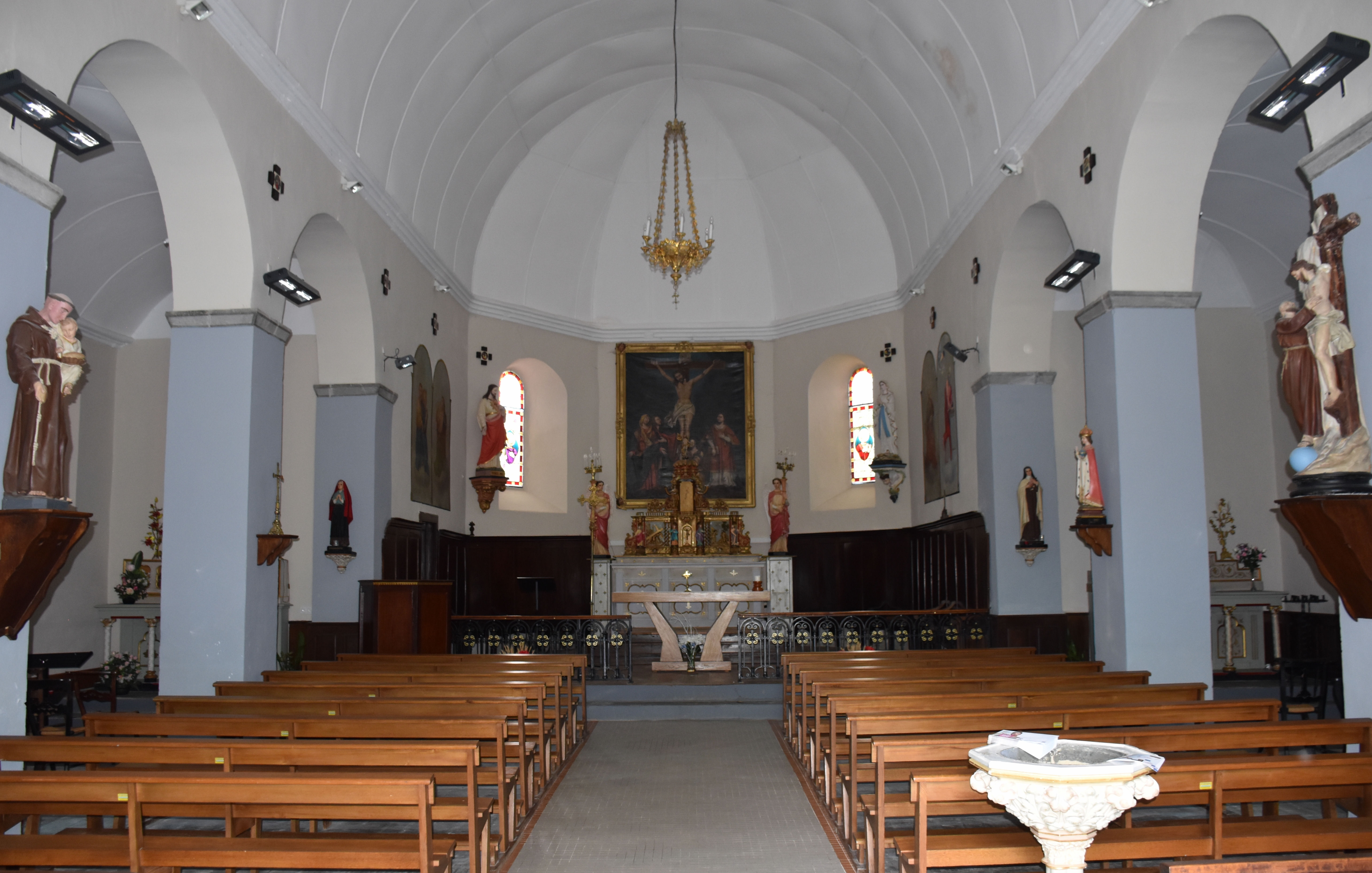
La nef.
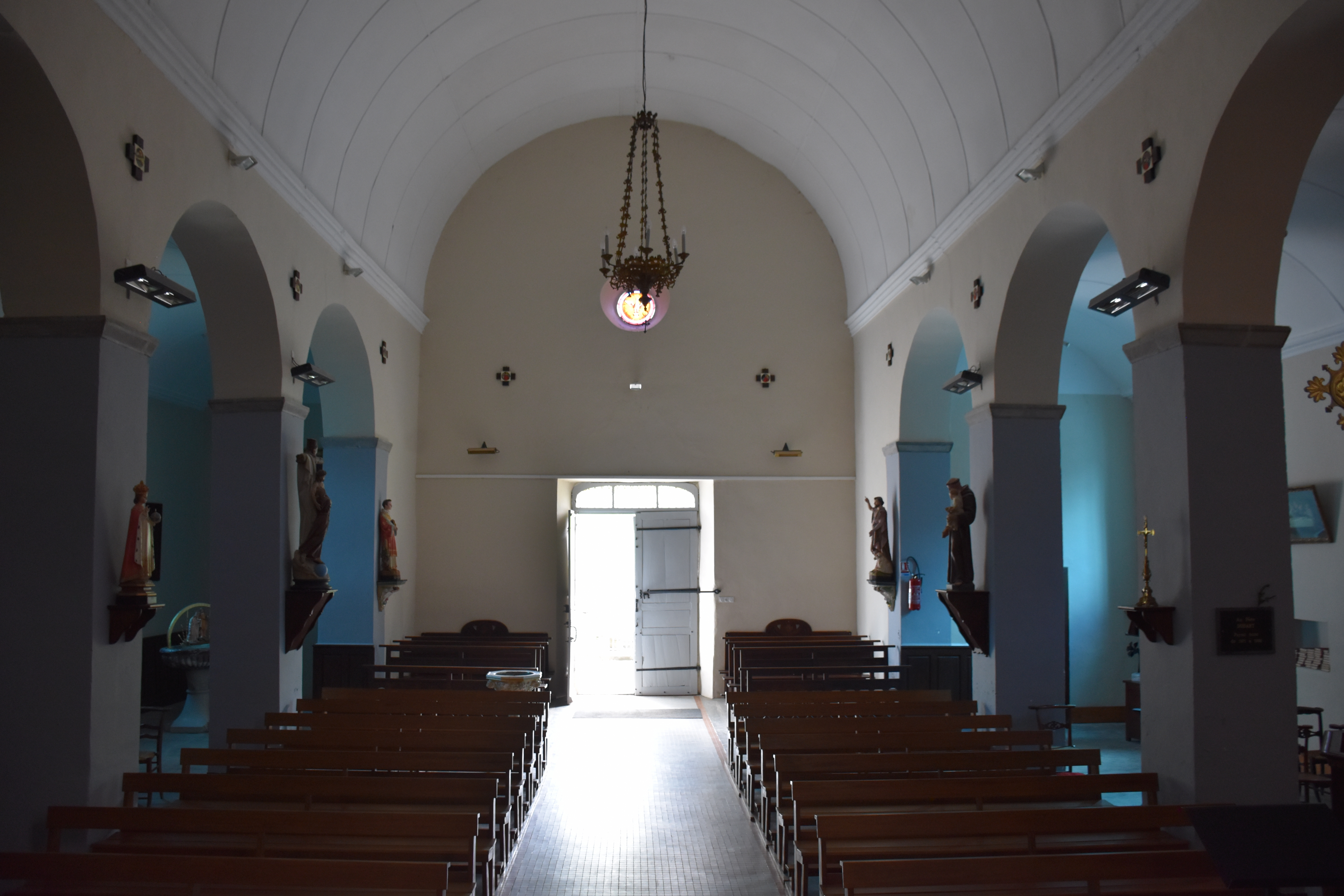
La nef côté portail.
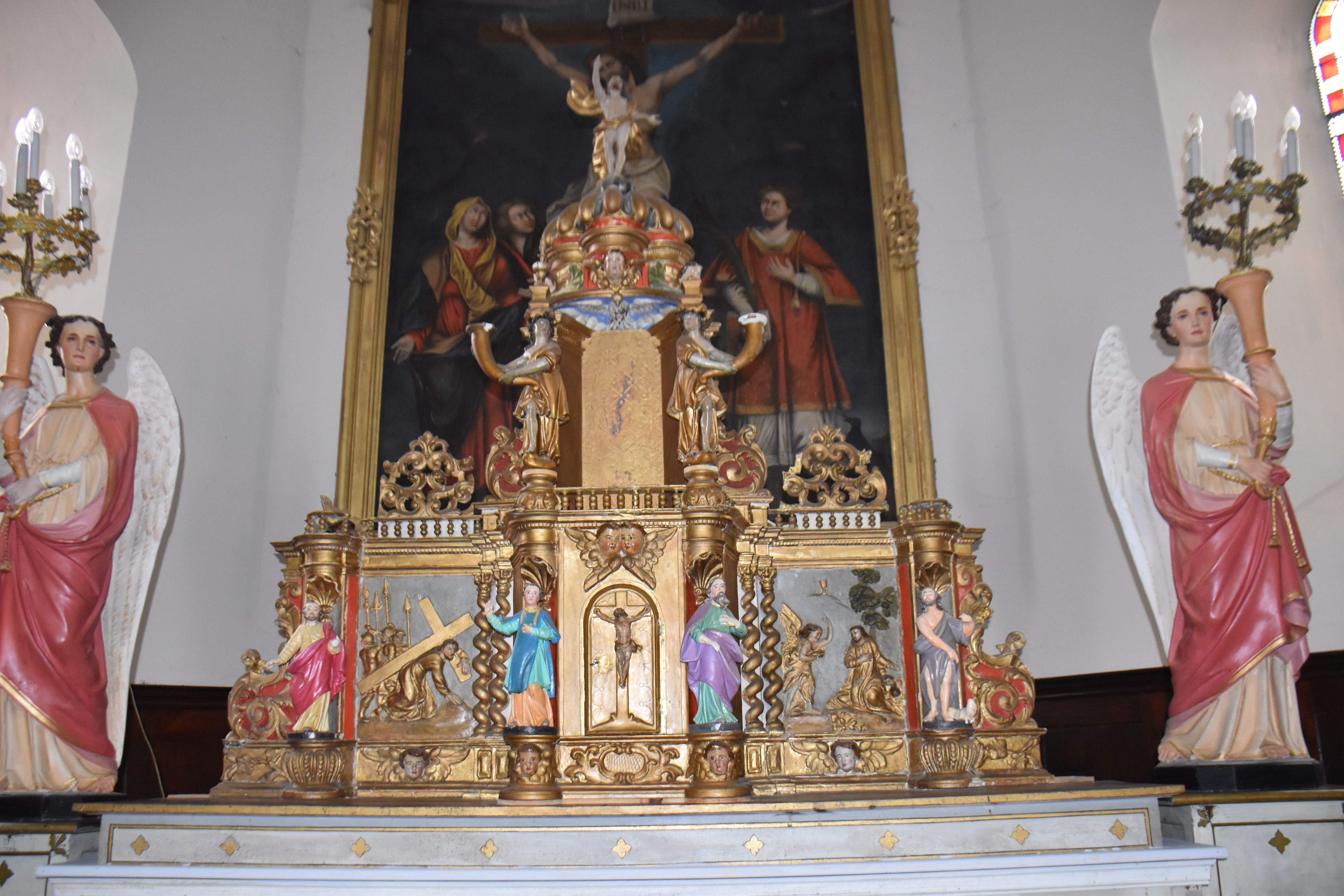
Le retable du maître-autel.
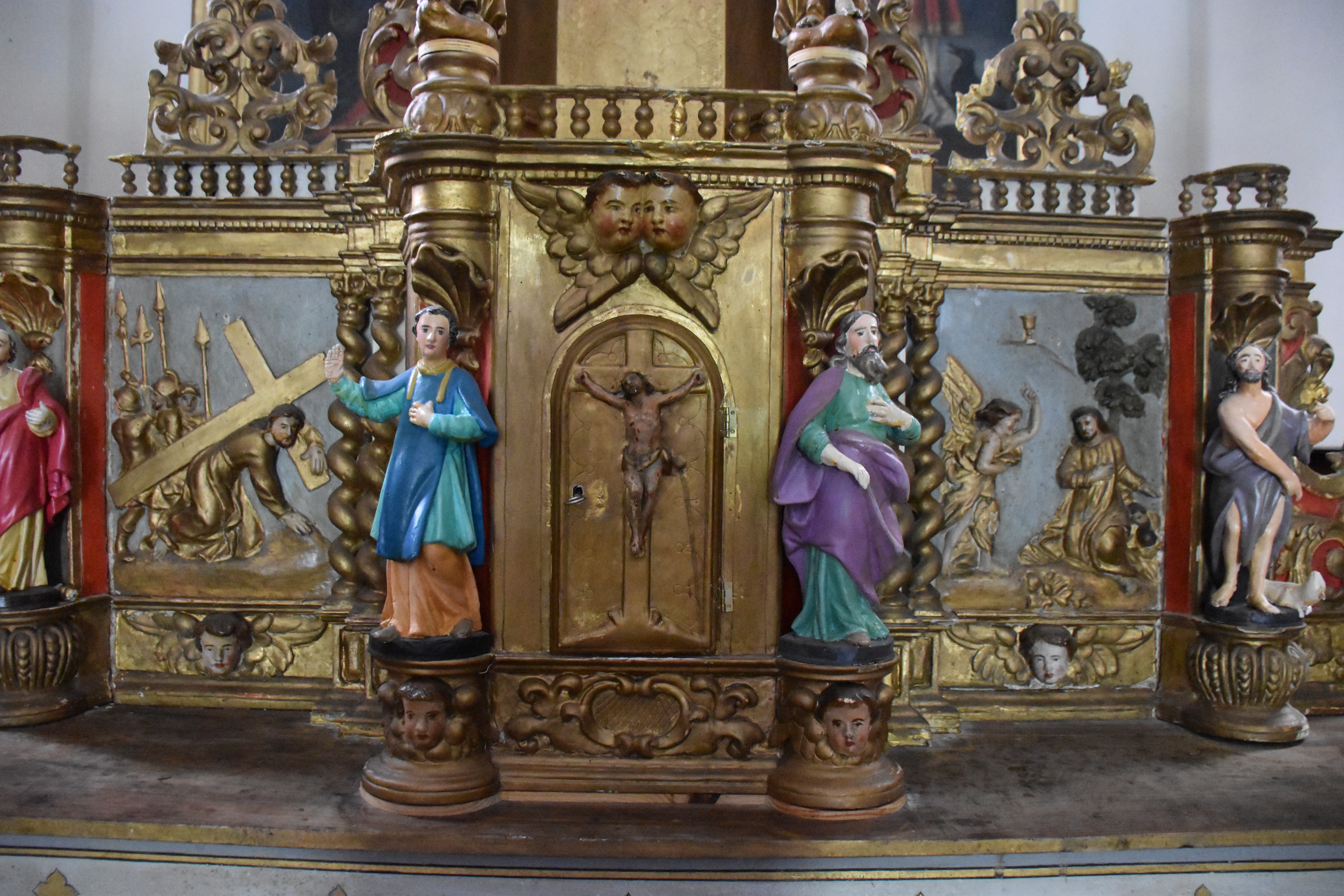
Le tabernacle.
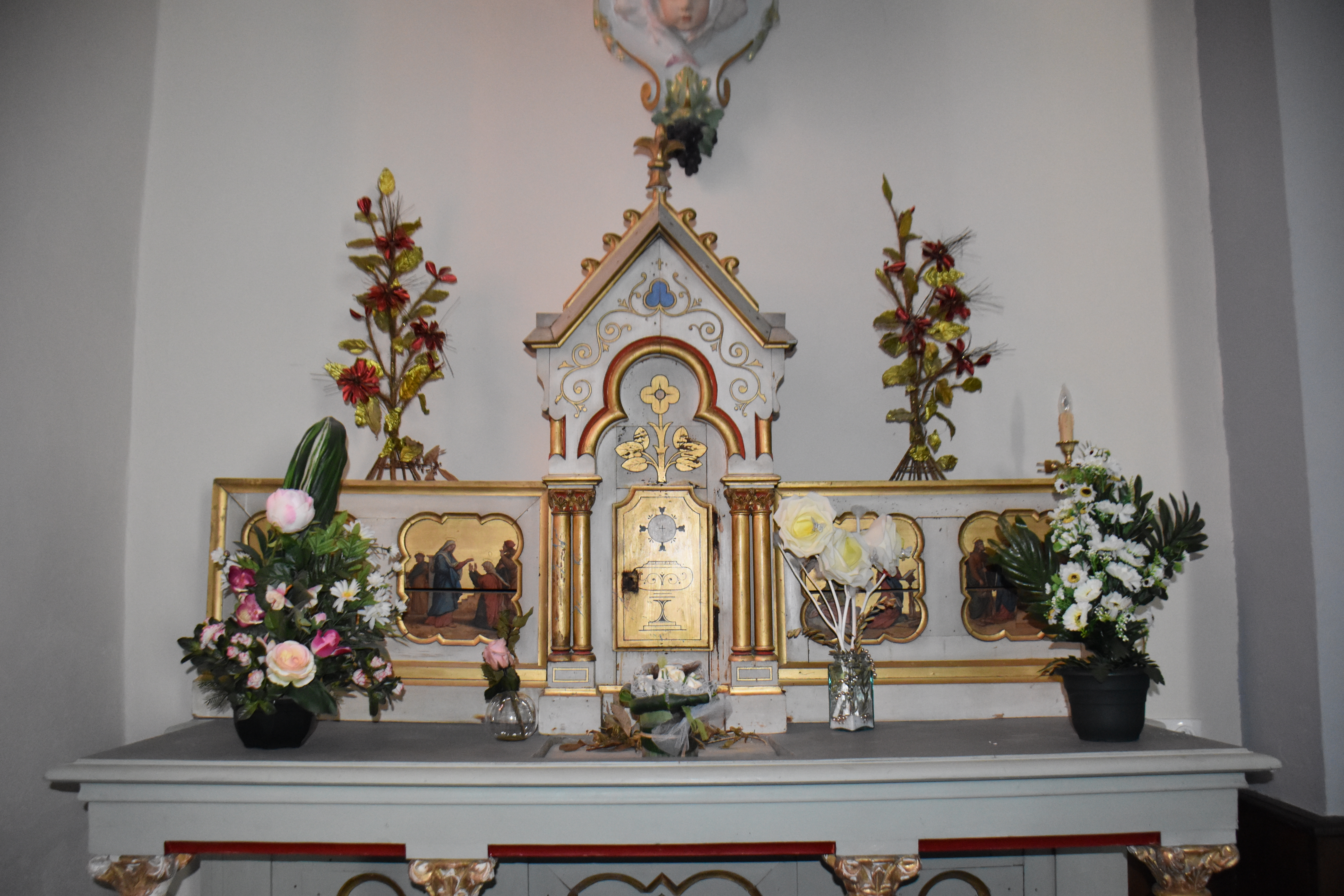
L'autel de la Vierge.

- L'espace préhistorique de Labastide permet de découvrir le passé magdalénien de la localité.

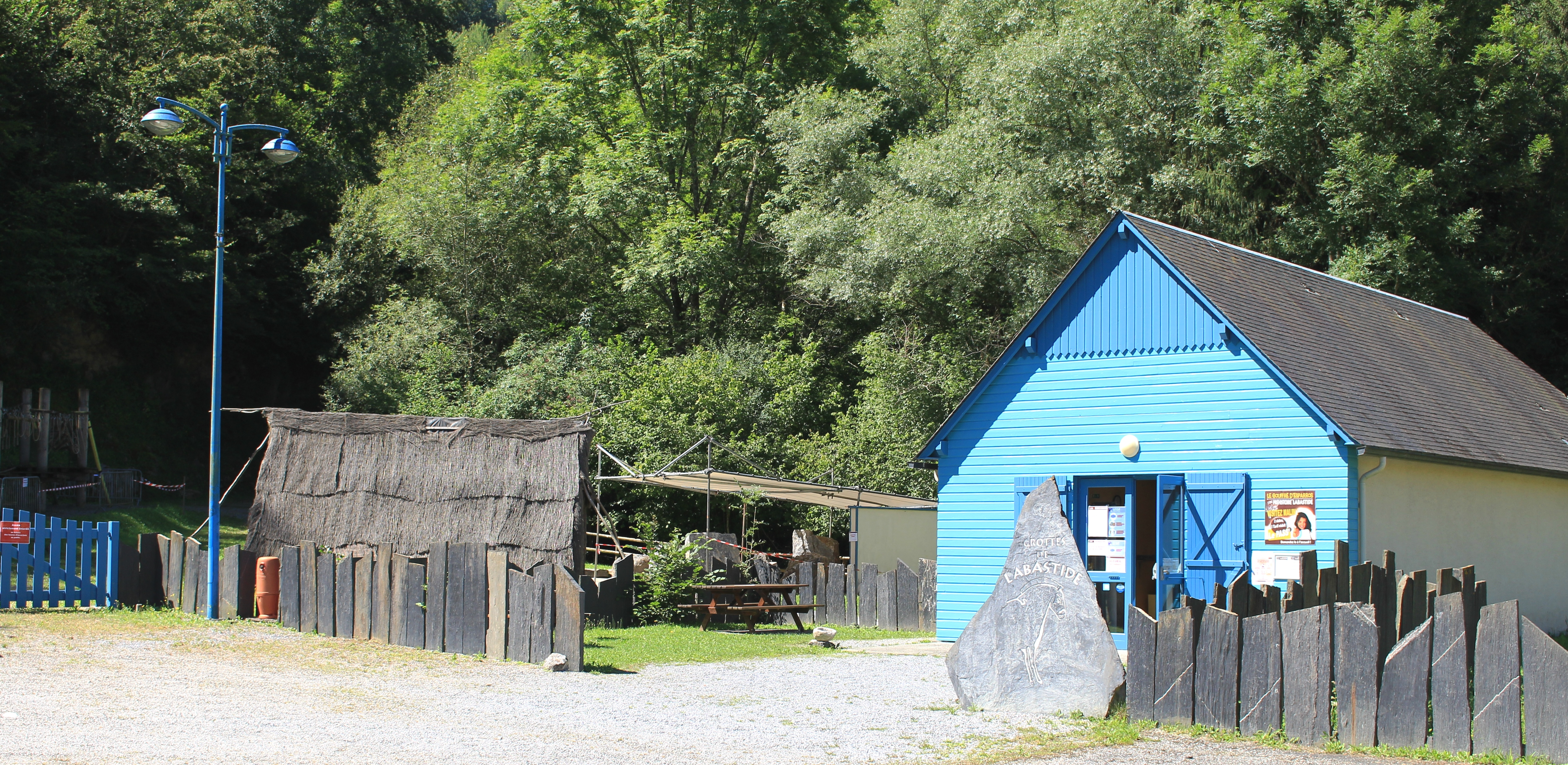
L'entrée des grottes de Labastide.

### Personnalités liées à la commune
Norbert Casteret (1897-1987), célèbre spéléologue qui explora la grotte située sur le territoire de la commune et y découvre des trésors du Magdalénien.

## Voir aussi

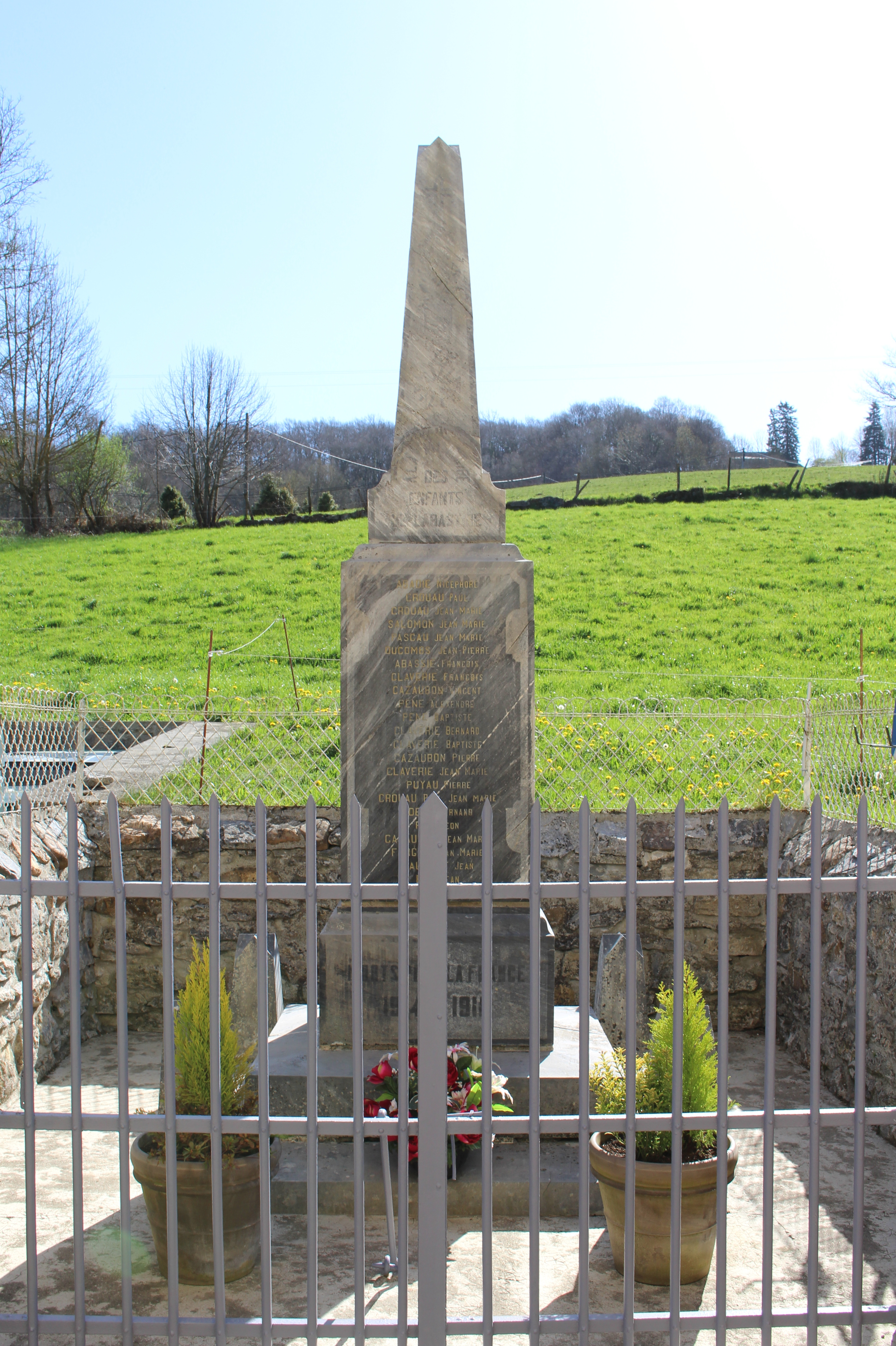
Le monument aux morts municipal.

### Héraldique
| Blason | Blasonnement : D'azur au loup d'or soutenu d'un annelet cousu de gueules. |